# Hyle
In filosofia, hyle (/ˈhylɛː/; dal Greco antico: ὕλη) si riferisce alla materia. Può anche essere la causa materiale sottostante un cambiamento nella filosofia aristotelica. I greci non avevano originariamente alcuna parola per la materia in generale, al contrario della materia prima adatta per uno scopo specifico o di altro; fu Aristotele ad adattare la parola per "legno" a questo scopo. L'idea che il tutto fisico sia fatto della stessa sostanza di base regge bene sotto l'influenza della scienza moderna, anche se può essere pensato più in termini di energia o materia/energia.

## Sostanza
La questione della hyle è strettamente legata a quella di sostanza, nella misura in cui essa sopporti un cambiamento di forma, o la trasformazione. Aristotele definì la sostanza primaria come ciò che non può essere né predicato né attribuito a qualcos'altro, e ha spiegato la trasformazione tra i quattro elementi terrestri nei termini di una questione primaria astratta che sta alla base di ogni elemento a causa delle quattro combinazioni di due delle proprietà: calde o fredde e bagnate o asciutte. Egli prevedeva che le trasformazioni tra elementi opposti, dove entrambe le proprietà differiscono, devono essere analizzate con due passi discreti in cui una delle due proprietà cambia nel suo contrario, mentre l'altra rimane invariata, (vedi essenza e ilemorfismo).
La moderna teoria delle sostanze è diversa, ad esempio Kant nella "Ding an sich" o "cosa in sé", la descrive generalmente come tutto ciò che è la sua causa, o in alternativa come una cosa la cui unica proprietà è che cosa nella cosa (o, in altri parole, che ha solo quella proprietà). Tuttavia, questa nozione è soggetta alle critiche, come Nietzsche, in cui non vi è alcun modo per dimostrare direttamente l'esistenza di qualsiasi cosa che non abbia proprietà, poiché tale cosa non poteva interagire con altre cose e quindi sarebbe inosservabile e indeterminata .
D'altra parte, potrebbe essere necessario postulare che una sostanza che dura nel cambiamento al fine di spiegare la natura del cambiamento, senza un fattore duraturo che persista nel cambiamento, non possiede alcun cambiamento, ma solo una successione di eventi non correlati. L'esistenza del cambiamento è difficile da negare, e se dobbiamo postulare qualcosa di inosservato al fine di spiegare ciò che si osserva, che è una dimostrazione valida indiretta (dal ragionamento adduttivo). Inoltre, qualcosa di simile a una sostanza primaria è posta dalla fisica sotto forma di materia/energia.